# Oddone Eugenio Maria di Savoia
Principe Oddone Eugenio Maria di Savoia duca di Monferrato (Racconigi, 11 luglio 1846 – Genova, 22 gennaio 1866) era il figlio quartogenito del primo re d'Italia, Vittorio Emanuele II di Savoia, e di Maria Adelaide d'Asburgo-Lorena.

## Biografia
Nato con una grave malattia genetica, dall'età di due anni ne mostrò i sintomi gravemente invalidanti (nanismo e deformità nello sviluppo); venne perciò posto ai margini dalla vita di corte di casa Savoia per le precarie condizioni di salute. Dotato di intelligenza non comune, intraprendenza e vivacità intellettuale, si dedicò quindi allo studio, interessandosi nella sua breve esistenza a varie materie, scientifiche e artistiche.
Trascorse l'estate 1861 a Pegli (allora comune autonomo poco distante da Genova), dove elesse a sua dimora Villa Lomellini Rostan; oltre che per il clima mite, che giovava alle sue precarie condizioni fisiche, la scelta fu dettata dalla grande passione per il mare, nata in lui già negli anni della primissima infanzia, quando la famiglia reale trascorreva periodi di vacanza a Spezia. Breve fu il ritorno a corte nell'autunno, dato che ben presto, notato l'effetto positivo che il periodo trascorso in riviera aveva portato sia al fisico che allo spirito, gli fu accordato dal padre il permesso di trasferirsi definitivamente a Genova, prendendo dimora a Palazzo Reale.
Il periodo genovese fu caratterizzato da un lieto e profondo studio delle discipline tecniche e artistiche: dalla geografia alla musica, dalle lingue alla nautica (per questo suo interesse fu aggregato per volere del padre alla Regia Marina e nominato capitano di vascello).
Protettore e promotore delle arti e delle opere dell'intelletto, istituì quattro premi annuali per gli studenti dell'Accademia ligustica di belle arti, di cui fu acclamato presidente ad honorem, così come della Società Ligure di Storia Patria. La sua casa, ricca di una biblioteca di oltre mille volumi, divenne presto luogo di convegno e dibattito culturale per le più illustri personalità cittadine dell'arte e della scienza: autorità civili e militari, docenti universitari, accademici, artisti, fra cui lo scultore Santo Varni, che gli fu consigliere e amico, Tammar Luxoro e Domenico Pasquale Cambiaso.
Il 5 giugno 1862 partì con i fratelli alla volta dell'Oriente per un viaggio d'istruzione a bordo della pirofregata Governolo: visitò Cagliari, Palermo, Catania, Messina, Napoli, Pompei, sino a giungere il 16 agosto a Costantinopoli, dove il viaggio si concluse. I reali viaggiatori fecero ritorno a Genova il 15 settembre. Il viaggio influenzò profondamente lo spirito del giovane Oddone, accendendone l'interesse per le antichità e l'arte classica e consentendogli di dare inizio a una ricca collezione di oggetti d'arte.

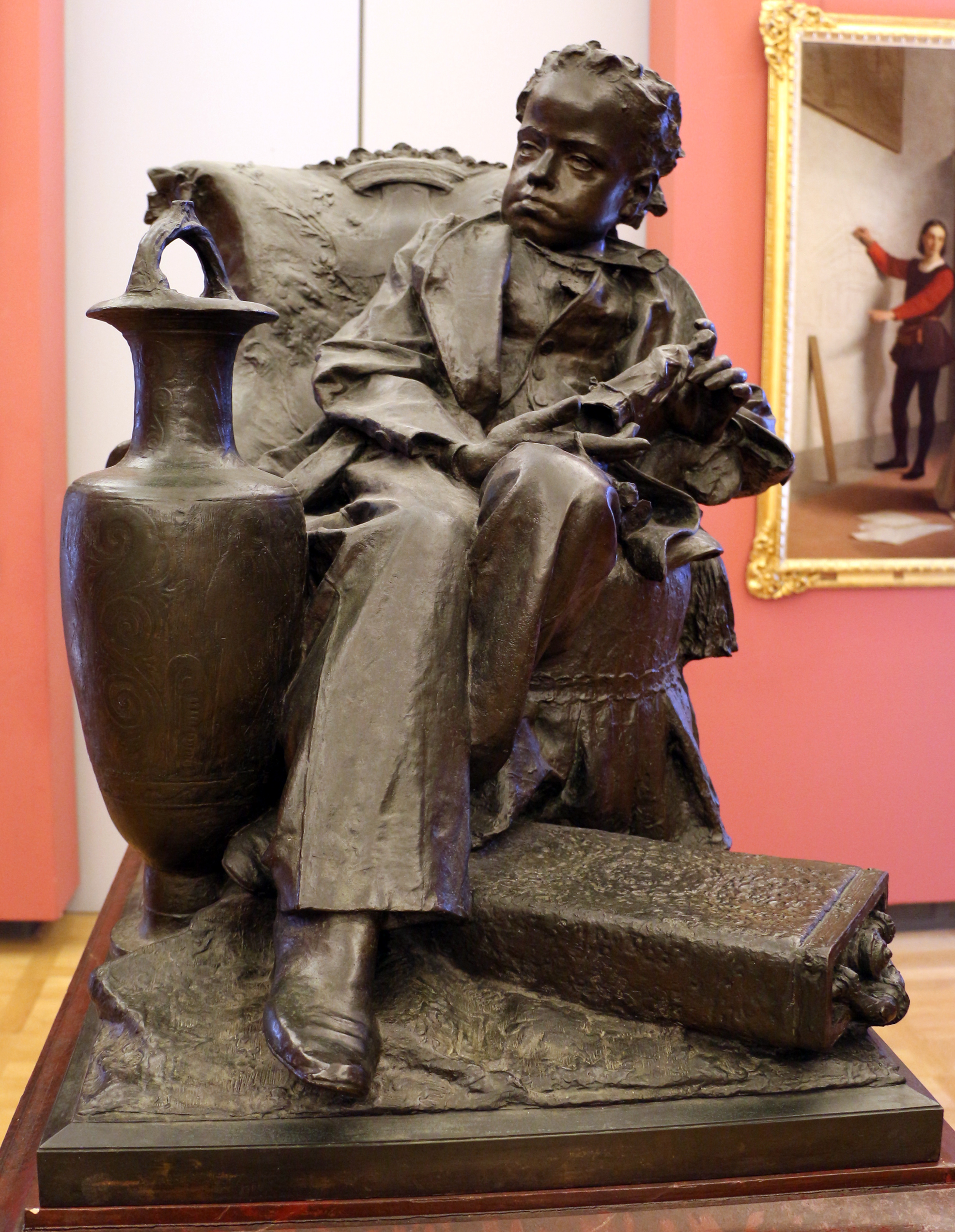
Antonio Orazio Quinzio, S.a.r. il principe Oddone di Savoia, 1891, Galleria d'arte moderna (Genova)

Nell'estate 1863 poté compiere un nuovo viaggio in Sardegna e a Napoli, dove si interessò all'archeologia, finanziando scavi diretti dall'illustre archeologo Giuseppe Fiorelli.
Tornato a Genova, si dedicò allo studio della storia naturale sotto la direzione di Michele Lessona, in particolare alla malacologia, mettendo insieme una ricca collezione di conchiglie, alghe e colibrì (collezione oggi esposta al Museo di storia naturale Giacomo Doria).
Nell'estate 1864 i medici non gli consentirono di intraprendere un nuovo viaggio, ma consigliarono piuttosto i bagni di mare, per cui il giovane Oddone andò ospite del marchese Ala Ponzone nell'elegante Villa Durazzo Bombrini, nella cittadina rivierasca di Cornigliano (oggi quartiere della periferia occidentale di Genova). Ritornatovi l'anno successivo, Oddone concepì l'idea di eleggerla a propria dimora definitiva, centro delle sue collezioni e dei suoi studi, e grazie all'intercessione del padrino, il principe Eugenio di Carignano, Vittorio Emanuele acconsentì all'acquisto.
Morì a neppure vent'anni al Palazzo Reale di Genova, nella notte tra il 21 e il 22 gennaio 1866.
Lasciò in testamento alla città un patrimonio rilevante di vasi greci, bronzi, ceramiche, vetri e gemme romane, oggi custodito al Museo di archeologia ligure. Altri pezzi sono custoditi alla Galleria d'Arte Moderna di Genova a lui intitolata.
La città di Genova gli aveva intitolato un tratto dell'appena realizzata prestigiosa circonvallazione a mare (precisamente tra piazza Cavour e corso Aurelio Saffi). Nel 1944 il governo della Repubblica di Salò, deciso a punire i Savoia dopo l'8 settembre cancellando anche la toponomastica ad essi dedicata, cambiò il nome della strada, scegliendo al posto di Oddone il mazziniano Maurizio Quadrio; la nuova denominazione è rimasta immutata fino a oggi.
La città di Torino gli ha intitolato un importante corso di collegamento tra piazza Statuto e piazza Baldissera, al confine del quartiere San Donato.

## Titoli e trattamento
- 11 luglio 1846-17 marzo 1861: Sua Altezza Reale, il Principe Oddone di Savoia, Duca di Monferrato
- 17 marzo 1861 -22 gennaio 1866: Sua Altezza Reale, Oddone di Savoia, Principe d’Italia, Duca di Monferrato

## Ascendenza
|                                      |                              |                                      | Genitori                               |  |  | Nonni |  |  | Bisnonni                           |  |  | Trisnonni                              |  |
|                                      |                              |                                      |                                        |  |  |       |  |  | Carlo Emanuele di Savoia-Carignano |  |  | Vittorio Amedeo II di Savoia-Carignano |  |
|                                      |                              |                                      |                                        |  |  |       |  |  | Carlo Emanuele di Savoia-Carignano |  |  | Vittorio Amedeo II di Savoia-Carignano |  |
|                                      |                              | Giuseppina Teresa di Lorena-Armagnac |                                        |  |  |       |  |  | Carlo Emanuele di Savoia-Carignano |  |  |                                        |  |
| Carlo Alberto di Savoia              |                              |                                      |                                        |  |  |       |  |  | Carlo Emanuele di Savoia-Carignano |  |  |                                        |  |
|                                      |                              | Maria Cristina di Sassonia-Curlandia | Carlo di Sassonia                      |  |  |       |  |  |                                    |  |  |                                        |  |
|                                      |                              | Maria Cristina di Sassonia-Curlandia | Carlo di Sassonia                      |  |  |       |  |  |                                    |  |  |                                        |  |
|                                      |                              | Maria Cristina di Sassonia-Curlandia | Francesca Korwin-Krasińska             |  |  |       |  |  |                                    |  |  |                                        |  |
| Vittorio Emanuele II di Savoia       |                              | Maria Cristina di Sassonia-Curlandia |                                        |  |  |       |  |  |                                    |  |  |                                        |  |
|                                      |                              | Ferdinando III di Toscana            | Leopoldo II d'Asburgo-Lorena           |  |  |       |  |  |                                    |  |  |                                        |  |
|                                      |                              | Ferdinando III di Toscana            | Leopoldo II d'Asburgo-Lorena           |  |  |       |  |  |                                    |  |  |                                        |  |
|                                      |                              | Ferdinando III di Toscana            | Maria Ludovica di Borbone-Napoli       |  |  |       |  |  |                                    |  |  |                                        |  |
| Maria Teresa d'Asburgo-Toscana       |                              | Ferdinando III di Toscana            |                                        |  |  |       |  |  |                                    |  |  |                                        |  |
|                                      |                              | Luisa Maria Amalia di Borbone-Napoli | Ferdinando I di Borbone                |  |  |       |  |  |                                    |  |  |                                        |  |
|                                      |                              | Luisa Maria Amalia di Borbone-Napoli | Ferdinando I di Borbone                |  |  |       |  |  |                                    |  |  |                                        |  |
|                                      |                              | Luisa Maria Amalia di Borbone-Napoli | Maria Carolina d'Asburgo-Lorena        |  |  |       |  |  |                                    |  |  |                                        |  |
| Oddone Eugenio di Savoia             |                              | Luisa Maria Amalia di Borbone-Napoli |                                        |  |  |       |  |  |                                    |  |  |                                        |  |
|                                      | Leopoldo II d'Asburgo-Lorena | Francesco I di Lorena                |                                        |  |  |       |  |  |                                    |  |  |                                        |  |
|                                      | Leopoldo II d'Asburgo-Lorena | Francesco I di Lorena                |                                        |  |  |       |  |  |                                    |  |  |                                        |  |
|                                      | Leopoldo II d'Asburgo-Lorena | Maria Teresa d'Asburgo               |                                        |  |  |       |  |  |                                    |  |  |                                        |  |
| Ranieri Giuseppe d'Asburgo-Lorena    | Leopoldo II d'Asburgo-Lorena |                                      |                                        |  |  |       |  |  |                                    |  |  |                                        |  |
|                                      |                              | Maria Ludovica di Borbone-Napoli     | Carlo III di Spagna                    |  |  |       |  |  |                                    |  |  |                                        |  |
|                                      |                              | Maria Ludovica di Borbone-Napoli     | Carlo III di Spagna                    |  |  |       |  |  |                                    |  |  |                                        |  |
|                                      |                              | Maria Ludovica di Borbone-Napoli     | Maria Amalia di Sassonia               |  |  |       |  |  |                                    |  |  |                                        |  |
| Maria Adelaide d'Asburgo-Lorena      |                              | Maria Ludovica di Borbone-Napoli     |                                        |  |  |       |  |  |                                    |  |  |                                        |  |
|                                      |                              | Carlo Emanuele di Savoia-Carignano   | Vittorio Amedeo II di Savoia-Carignano |  |  |       |  |  |                                    |  |  |                                        |  |
|                                      |                              | Carlo Emanuele di Savoia-Carignano   | Vittorio Amedeo II di Savoia-Carignano |  |  |       |  |  |                                    |  |  |                                        |  |
|                                      |                              | Carlo Emanuele di Savoia-Carignano   | Giuseppina Teresa di Lorena-Armagnac   |  |  |       |  |  |                                    |  |  |                                        |  |
| Maria Elisabetta di Savoia-Carignano |                              | Carlo Emanuele di Savoia-Carignano   |                                        |  |  |       |  |  |                                    |  |  |                                        |  |
|                                      |                              | Maria Cristina di Sassonia-Curlandia | Carlo di Sassonia                      |  |  |       |  |  |                                    |  |  |                                        |  |
|                                      |                              | Maria Cristina di Sassonia-Curlandia | Carlo di Sassonia                      |  |  |       |  |  |                                    |  |  |                                        |  |
|                                      |                              | Maria Cristina di Sassonia-Curlandia | Francesca Korwin-Krasińska             |  |  |       |  |  |                                    |  |  |                                        |  |
|                                      |                              | Maria Cristina di Sassonia-Curlandia |                                        |  |  |       |  |  |                                    |  |  |                                        |  |